# 里卡多·卡沃特·博伊克斯
里卡多·卡沃特·博伊克斯（西班牙語：Ricardo Cabot Boix，1917年1月12日—2014年8月18日），西班牙男子曲棍球运动员。他曾代表西班牙参加1948年夏季奥林匹克运动会曲棍球比赛，获得第十名。

## 家庭
儿子里卡多·卡沃特·杜兰、哈维尔·卡沃特。